# 古塔街道
古塔街道，是中华人民共和国河南省驻马店市汝南县下辖的一个乡镇级行政单位。

## 行政区划
古塔街道下辖以下地区：
三里店社区、刘屯社区、刘柏庄社区、傅楼社区、曲庄村、汪庄村、范胡村、熊湾村、大吴村和果园村。